# Гуастала
Гуастала (на италиански: Guastalla) е град и община в провинция Реджо Емилия, регион Емилия-Романя в Северна Италия с 15 191 жители (към 31 декември 2010). Намира се близо до река По.

## История
Градът е основан от лангобардите през 7 век. През 15 век става графство, през 1621 г. херцогство, управлявано до 1746 г. от фамилията на мантуаските Гонзага. През Полската наследствена война се стига до битка при Гуастала на 19 септември 1734 г. между Франция/Пиемонт и Австрия/Свещената Римска империя.

## Кухня
Кулинарски специалитет на града са гночите.